# ه
ه‎(아랍어: ﻫﺎء 하[*])는 아랍 문자의 스물 여섯번째 글자로, 음가는 성문 마찰음 h이다.
페니키아 문자 Hē()에서 변화한 문자 중 하나로, 히브리 문자 ה, 아람어 Hē , 시리아 문자 Hē ܗ, 그리스 문자 Ε, 로마자 E, 키릴 문자 E에 대응된다.
| 단어에서의 위치: | 독립형 | 어미형 | 어중형 | 어두형 |
| ---------------- | ------ | ------ | ------ | ------ |
| 문자 형태:       | ه‎      | ـه‎     | ـهـ‎    | هـ‎     |

초기의 아랍 문자에서는 자음 /h/ 발음 외에도, 여성형 명사의 단어 끝에 붙는 단자음 /a/를 표시하는데도 사용되었으나, 이 /a/ 발음은 문장 중간에서는 /-at/으로도 발음되는 이유에서, 글자 위에 ت와 같은 점을 찍은 별도의 문자 ﺓ(타 마르부따)로 표시하게 되었다. 아랍어 외의 언어에서는 현재도 어미에 붙는 ه‏이 모음 역할을 하는 경우가 많다.
페르시아 문자 및 여기서 파생된 우르두 문자에서는 ه‏의 순서가 و‏ 와 ي‏ 사이에 위치하여, 아랍어와 비교하여 و‏ 와 ه‏의 순서가 역순으로 되어 있다.

## 관련 문자
우르두어에서는 ه‏가 두종류가 존재한다.
- بھ‏에서처럼 다른 자음 뒤에 붙어 유기음을 표시하는 경우. 어말형이 아랍 문자의 ه‏의 중간형으로 표기되며, 단독형은 아랍어의 어두형에서처럼 ھ‏ 로 표기한다. 유니코드 U+06BE.

| 단어에서의 위치: | 독립형 | 어미형 | 어중형 | 어두형 |
| ---------------- | ------ | ------ | ------ | ------ |
| 문자 형태:       | ھ‎      | ـھ‎     | ـھـ‎    | ھـ‎     |

- h를 표시하는 경우. 단독형은 아랍 문자와 똑같이 ہ‏로 쓰며, 어두, 어중, 어말에서는 특수한 모양새인 ہہہ‏ 로 표기한다. 유니코드 U+06C1.

| 단어에서의 위치: | 독립형 | 어미형 | 어중형 | 어두형 |
| ---------------- | ------ | ------ | ------ | ------ |
| 문자 형태:       | ہ‎      | ـہ‎     | ـہـ‎    | ہـ‎     |

위구르어에서도 두종류의 ه‏가 존재한다.
- ھ‏ (U+06BE) : h를 표기. 독립형과 어두형은 같은 모양. 어말형과 어중형이 같은 모양이다.

| 단어에서의 위치: | 독립형 | 어미형 | 어중형 | 어두형 |
| ---------------- | ------ | ------ | ------ | ------ |
| 문자 형태:       | ھ‎      | ـھ‎     | ـھـ‎    | ھـ‎     |

- ە‏ (U+06D5) : 모음 ɛ를 표기. 혼동 때문에 독립형과 어말형 만이 존재하며, 뒤의 문자와는 연결되지 않는다.

| 단어에서의 위치: | 독립형 | 어미형 | 어중형 | 어두형 |
| ---------------- | ------ | ------ | ------ | ------ |
| 문자 형태:       | ە‎      | ـە‎     | ـە‎     | ە‎      |

## 부호위치
| 문자 | 유니코드 | 설명 | 문자참조        |  |
| ---- | -------- | ---- | --------------- |  |
| ه    | U+0647   | 하   | &#x647; &#1607; |  |